# Шишкине (Нікопольський район)
Ши́шкине — село в Україні, в Нікопольському районі Дніпропетровської області. Входить до складу Першотравневської сільської громади. 
Колишній орган місцевого самоврядування — Павлопільська сільська рада. Населення — 162 мешканця.

## Географія
Село Шишкине знаходиться на лівому березі річки Базавлук, вище за течією на відстані 1 км розташоване село Маринопіль, нижче за течією на відстані 4,5 км розташоване село Миронівка, на протилежному березі - село Іванівка.

## Історія
12 червня 2020 року, відповідно до розпорядження Кабінету Міністрів України № 709-р від «Про визначення адміністративних центрів та затвердження територій територіальних громад Дніпропетровської області», увійшло до складу Першотравневської сільської громади.
19 липня 2020 року, в результаті адміністративно-територіальної реформи і ліквідації Нікопольського району (1923—2020), село увійшло до складу новоутвореного Нікопольського району.